# Tren del País Càtar i de la Fenolleda
El Tren del País Càtar i de la Fenolleda (TPCF), és un tren turístic que circula en els 60 quilòmetres d'una antiga via de tren, d'ample estàndard, a la línia de Carcassona a Ribesaltes que va de Ribesaltes, a prop del Mediterrani i de Perpinyà, a la Catalunya Nord, fins a Atsat a la plana prepirinenca, dins del districte de Limós, en el departament de l'Aude, passant per Sant Pau de Fenollet seu de l'organització del TPCF, que uneix dues entitats: l«Association TPCF», que gestiona i fat circular el tren turístic, i la «Sarl TPCF», que comercialitza l'oferta turística.
Es tracta d'un operador ferroviari de proximitat.

## Oferta turística

### Trens turístics
La circulació dels trens pot ser diària els mesos de juliol i agost i discrecional els altres mesos de l'any. Els trens no circulen si no hi ha un nombre mínim de passatgers; la reserva es fa per telèfon i el pagament, en el tren. Tota la informació és en el lloc d'internet del TPCF, on es troba també un calendari i una tria de recorregut amb les diferents durades de viatge: tot el dia, mitja jornada o dues hores.

### Trens temàtics
S'organitzen puntualment trens temàtics: jornades forestals, tren teatre, tren Halloween, tren del Pare Noël... Cal reservar la plaça.

### Punts d'accés
Després de fer la reserva, el punt de partença es pot fer en diferents estacions o punts d'aturada del tren, variables en funció del recorregut. El tren serveix 10 estacions on és possible de prendre un tren turístic: a Ribesaltes, a l'estació del SNCF, on cal accedir a l'andana central (via 4), a Espirà de l'Aglí, a Cases de Pena, a Estagell, a Maurí, a Sant Pau de Fenollet, a Caudiers de Fenollet, a La Pradèla e Puèglaurenç, a Atsat, a l'antiga estació del SNCF esdevinguda sala polivalent, i a Sant Martí de Les.

## Història

### 1901 a 1921: línia de Ribesaltes a Quilhan
És una de les dues línies que permetien la relació ferroviària entre Carcassona i Ribesaltes, concedida en dos períodes a la Compagnie des Chemins de fer du Midi. La primera concessió li va permetre d'obrir el 1878 la línia de Carcassona a Quilhan, i li va caldre esperar el Plan Freycinet per tal d'obtenir la concessió d'una via única per a la línia de Ribesaltes a Quilhan. La complexitat del perfil de la via va imposar l'obertura per seccions; la primera, de Ribesaltes a Sant Pau de Fenollet fou inaugurada el 14 de juliol del 1901, i la del recorregut muntanyós i difícil de Sant Pau de Fenollet a Quilhan, l'abril o maig del 1904.
Després de la seva obertura, els 70 quilòmetres de la línia de Ribesaltes a Quilhan eren recorreguts, anar i venir, per trens òmnibus, que podien anar fins a l'Estació de Perpinyà, on es troba el diposit de les locomotores de vapor. A Quilhan era possible la correspondència cap a Carcassona. Després de la Guerra del 1914-1918 es van posar en servei trens mixtos de passatgers i mercaderies, més lents, que augmentaven el temps del recorregut. La via servia també esporàdicament com a itinerari alternatiu a la gran línía que passa per Narbona.
El 16 de desembre del 1932 una catàstrofe ferroviària va tenir lloc en el pas a nivell núm. 82, a la sortida de Maurí, entre un d'aquests trens, format per 12 cotxes menats per dues locomotores i un vehicle de carretera, el conductor del qual no va pas veure la barrera tancada a causa d'una tempesta, la qual havia estat igualment la causa del desgast a la línia principal de la via del tren. L'accident va fer 7 morts i 17 ferits greus; tres ferroviaris van ser comptats entre els morts, i va caldre amputar-ne un quart per a treure'l de la locomotora. El 14 de desembre del 2007, va ser inaugurada una estela, en el lloc de l'accident a Maurí, per tal de perpetuar el seu record.
Un projecte d'electrificació de la línia fou abandonat a ran de la fusió entre la Compagnie des Chemins de fer du Midi i la Compagnie du Chemin de fer de Paris à Orléans (PO) produïda l'1 de gener del 1934. El servei de viatgers va continuar després de la nacionalització de les xarxes ferroviàries, el 1938, i la represa de la línia per la SNCF, però per poc temps, ja que el 18 d'abril del 1939 la SNCF va tancar el trànsit ferroviari de viatgers i el va substituir per un servei de carretera entre Ribesaltes i Quilhan. Després de la Segona Guerra Mundial, la SNCF utilitzà encara de vegades la línia com a desviació de l'enllaç entre Carcassona i Ribesaltes per Narbona, però no hi roman més que el trànsit regular de trens de mercaderies. El 1950 fou la fi de la tracció de vapor, reemplaçada per una locomotora dièsel, i el 30 de setembre del 1956, el tram des de l'Estació de Quilhan fins a Atsat va ser neutralitzada. Un petit tram, però, va ser encara reobert entre Atsat i l'Estació de Sant Martí de Les, per la instal·lació d'una indústria que tenia necessitat d'accés ferroviari. Aquest tram va ser inutilitzat al començament dels anys noranta, del segle xx, i el tram La Pradèla - Sant Martí de Les fou tancat el 1998.

### 1992 a 2000: TPCF, el temps de les negociacions
L'associació TPCF fou creada el 1992 per alguns apassionats, sobretot Yves Guimezanes, Jean-Pierre Lescure i Jean-Charles Christol, persuadits que la qualitat del recorregut permetia la creació d'un tren turístic que pogués engendrar una dinàmica que afavorís l'economia turística de les comunes travessades per la línia de ferrocarril. Els entusiastes es van activar, i el projecte va prendre forma amb, el 1995, un estudi de viabilitat comercial fet pel gabinet Actour, i el 1997 la constitució d'un «Syndicat intercommunal du chemin de fer Touristique du Pays Cathare, du Fenouillèdes et du Rivesaltais». La comunitat de comunes d'Atsat es va unir al projecte el 2003 i el sindicat intercomunal va esdevenir un «Syndicat Mixte».

### Del 2001 endavant: TPCF, el temps de la realització
A partir del 2001, el projecte va esdevenir concret, es van renovar les il·lusions, i el tram La Pradèla – Sant Martí de Les va retrobar l'animació, amb la signatura d'una convenció de desbrossament amb RFF i la creació d'un camp de treball d'inserció. Aquell mateix any va circular el primer tren turístic amb un tren dièsel, compra del TPCF.

## Parc ferroviari
El TPCF disposa d'un parc ferroviari parcialment propi i parcialment cedit. Algunes peces formen part del patrimoni ferroviari, material ha estat principalment tornat a posar en condicions de circular per la constitució dels trens turístics i el manteniment de la línia. Aquesta llista no és pas exhaustiva, atès que el parc evoluciona ràpidament.

### Locomotores
El parc de les màquines que n'assegura la tracció des trens és essencialment constituït per màquines dièsel, locomotores i autorails.
- Locomotora BB 63048 SNCF, del 1955, al TPCF el 2004.
- Locomotora BB 63138 SNCF, del 1958, al TPCF el 2005.
- Locomotora BB 63160 SNCF, del 1961, al TPCF el 2011.
- Locomotora BB 63165 SNCF, del 1961, al TPCF el 2009.
- Locomotora BB 63240 SNCF, del 1963, al TPCF el 2009.
- Locomotora BB 63226 SNCF, del 1963, al TPCF el 2007.
- Locomotora BB 66099 SNCF, del 1962, al TPCF el 2009.
- Locomotora BB 66105 SNCF, del 1962, al TPCF el 2009,.[2]
- Locomotora BB 66130 SNCF, del 1962, al TPCF el 2009.
- Autorail « Picasso » X 3944 SNCF del 1955.
- Autorail « Caravelle » X 4545 SNCF del 1965, al TPCF el 2005.[7]
- Autorail « Caravelle » X 4554 Ex «French Rail Cruises», al TPCF el 2009.
- Autorail « Caravelle » X 4573 SNCF, al TPCF el 2006, posada en servei el 2008.
- Autorail « Caravelle » X 4607 SNCF, al TPCF el 2006.
- Dresina Campagne.
- Dresina DU 65 núm. 65 5.057.

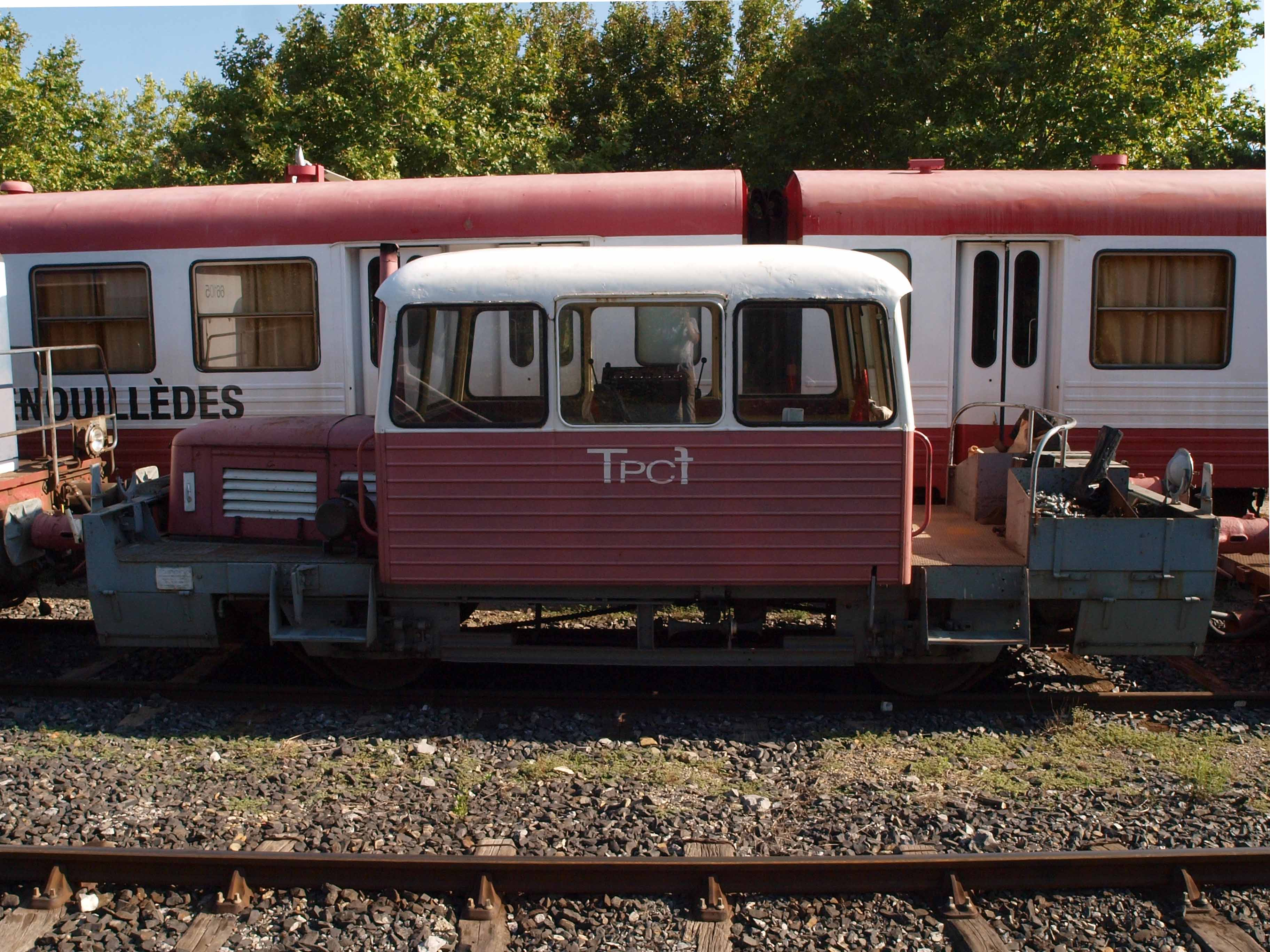
La Dresina Campagne a l'estació de Caudiers.
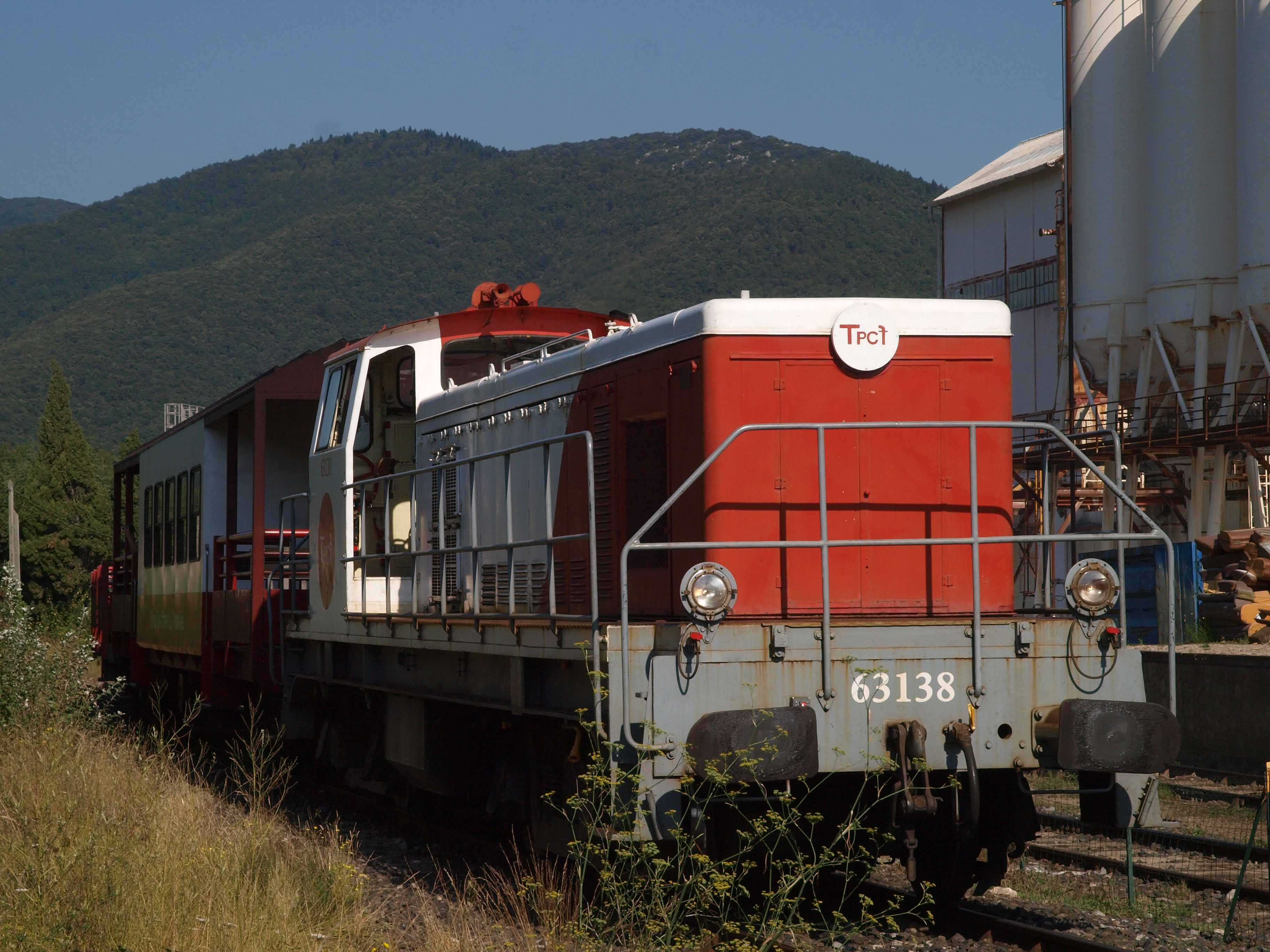
La BB 63138 a l'estació de Caudiers.
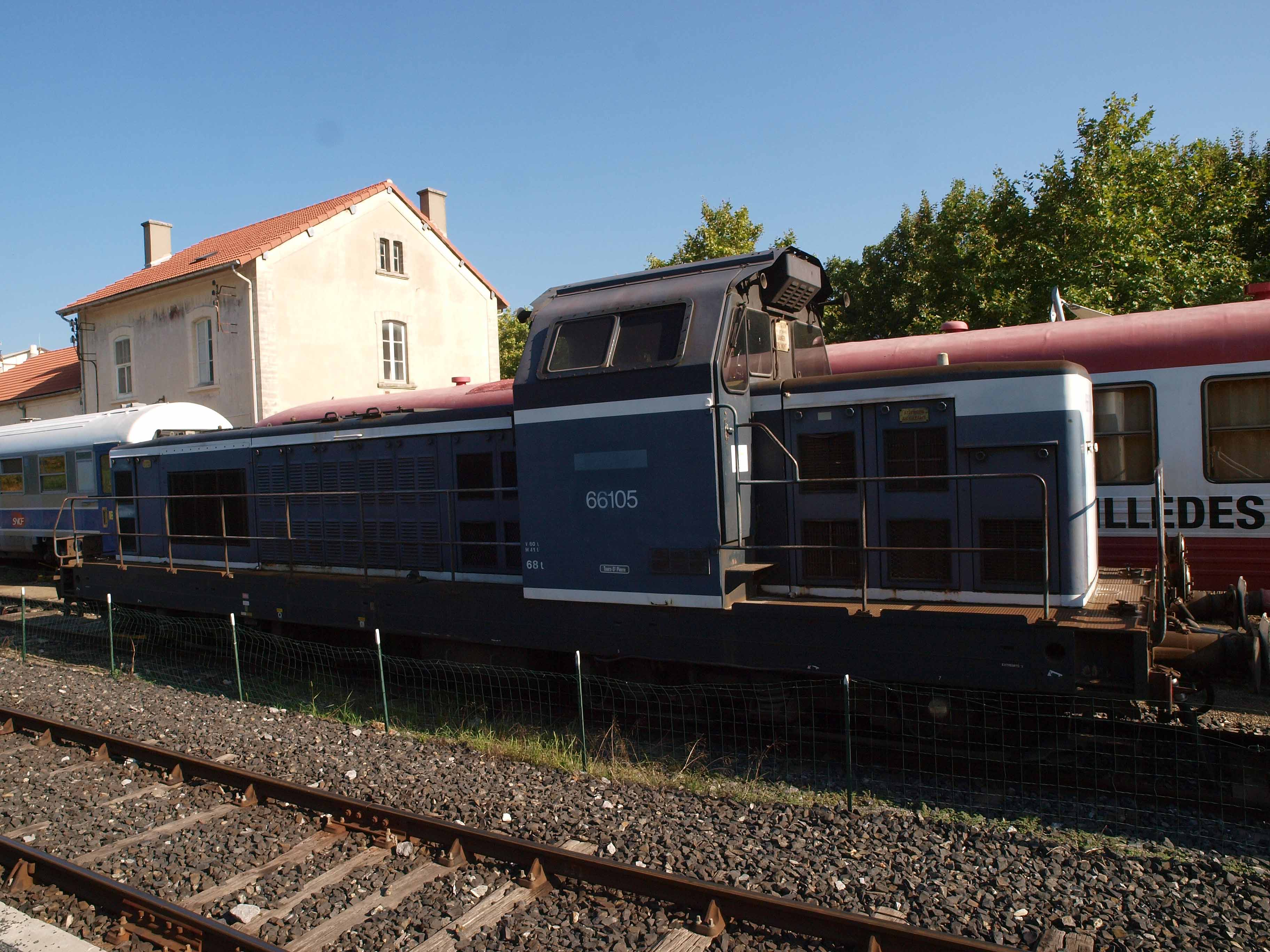
La BB 66105 a l'estació de Caudiers
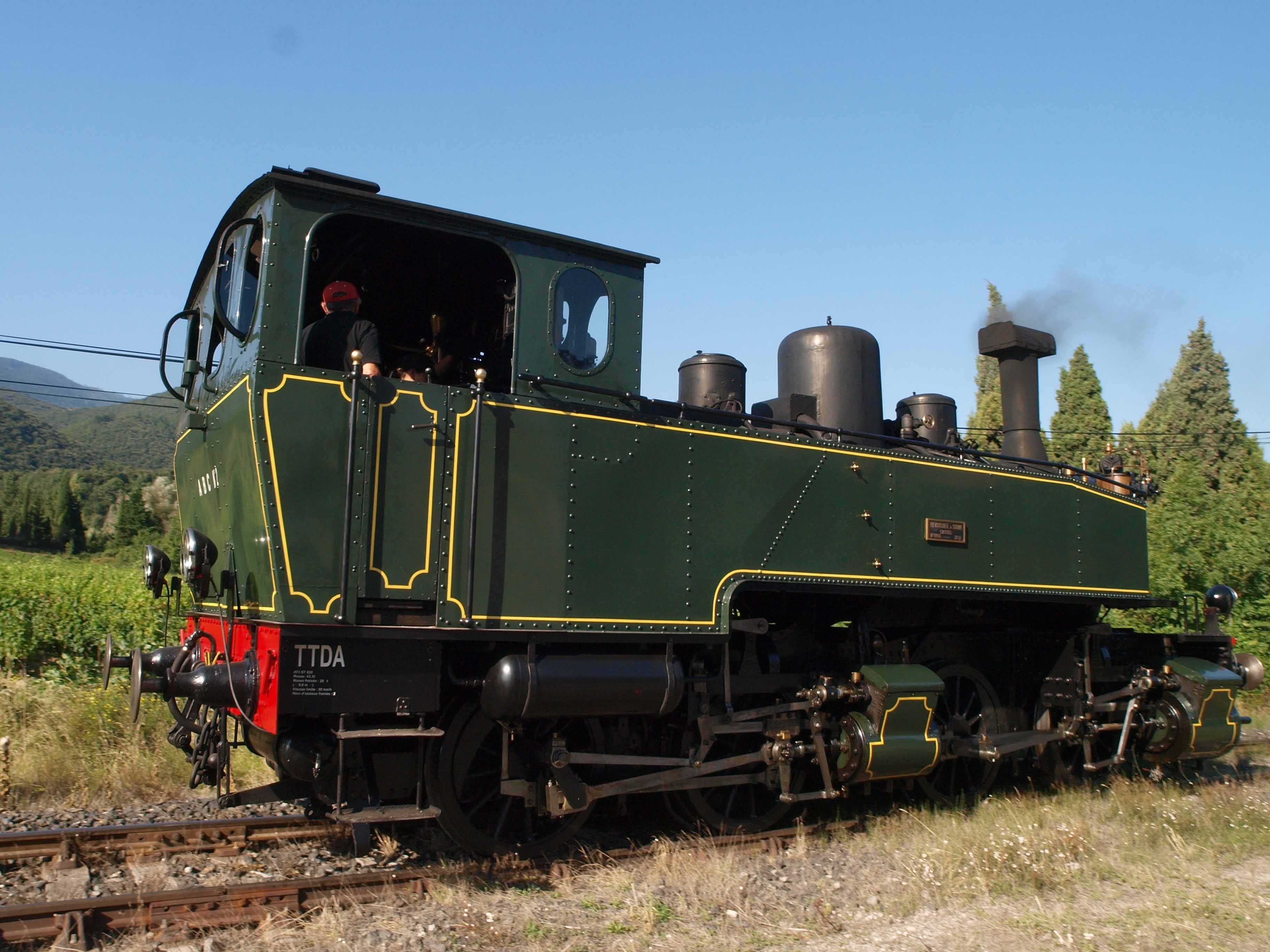
La locomotora del TTDA venuda per a la temporada 2011 (Caudiers agost 2011).

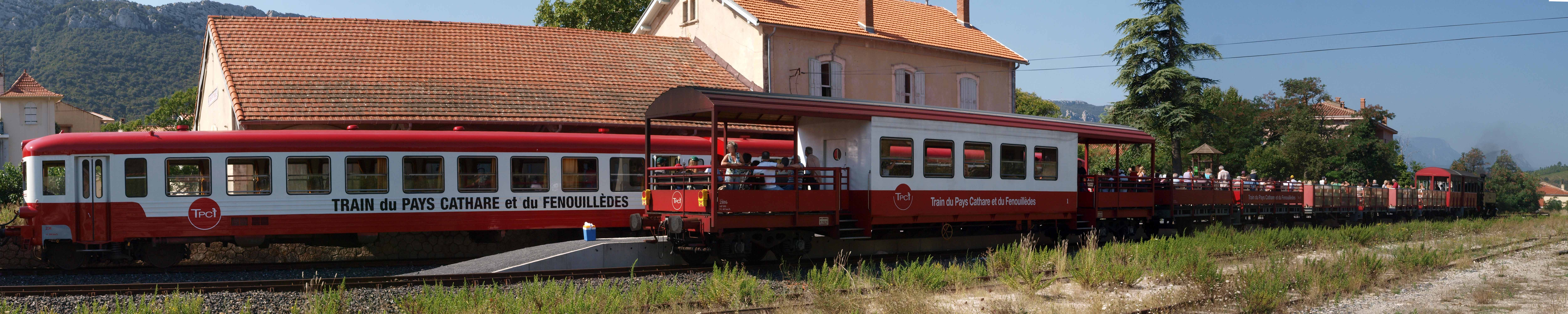
Creuament de trens a Sant Pau de Fenollet